# Dala (Nigeria)
Pour les articles homonymes, voir Dala.
Dala est une zone de gouvernement local de l'État de Kano au Nigeria,.

## Personnalités liées
- Bilkisu Yusuf, journaliste nigériane active dans le mouvement #Bring Back our Girls a fait ses études secondaires à Dala

## Source
- (en) Cet article est partiellement ou en totalité issu de l’article de Wikipédia en anglais intitulé « Dala, Kano » (voir la liste des auteurs).